# امین مشایخ
امین مشایخ (زادهٔ ۲۳ آوریل ۱۹۹۱) در بوشهر؛ بازیکن فوتبال اهل ایران است که در پست هافبک برای باشگاه فوتبال شاهین بوشهر در لیگ برتر خلیج فارس بازی کرده‌است.

## دوران باشگاهی

### شاهین بوشهر
وی اولین بازی خود در لیگ برتر خلیج فارس را در هفته چهارم لیگ برتر فوتبال ایران ۹۹–۱۳۹۸، مقابل باشگاه فوتبال نساجی مازندران انجام داد.
وی همچنین اولین گل خود در لیگ برتر خلیج فارس را در هفته بیست و دوم لیگ برتر فوتبال ایران ۹۹–۱۳۹۸، مقابل باشگاه فوتبال نفت مسجدسلیمان به ثمر رساند.